# Малахово (Московская область)
Мала́хово — село в Раменском городском округе Московской области. До 2019 года входил в состав сельского поселения Заболотьевское. Население — 99 чел. (2010).

## Название
В грамоте великого князя Ивана Калиты 1339 года упоминается как село Малаховское, впоследствии в документах XVII века — село Малахово. Название связано с Молох, производной формой личного имени Малахий.

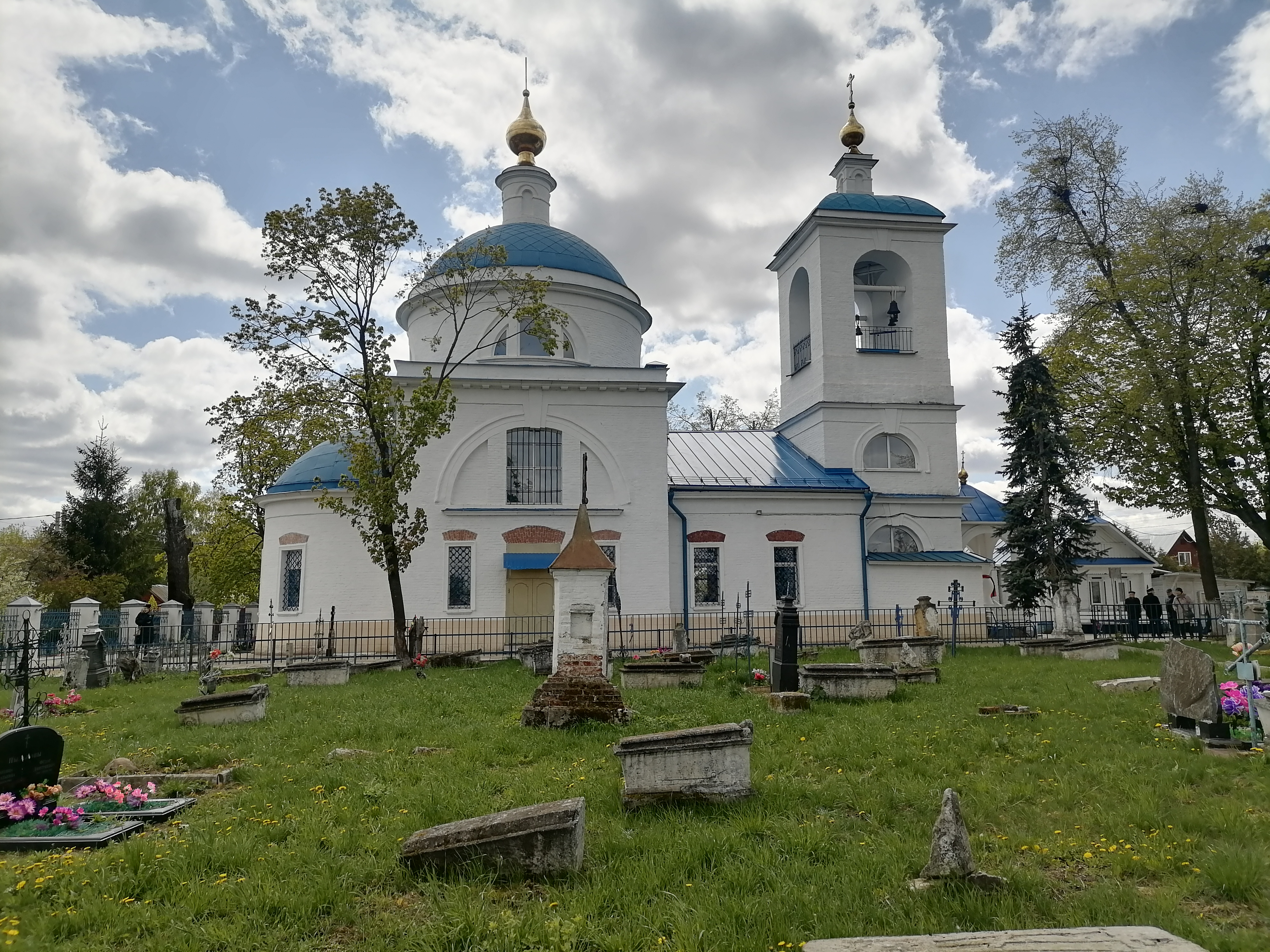
Церковь Дмитрия Солунского

## География
Село Малахово расположено в центральной части Раменского района, примерно в 8 км к югу от города Раменское. Высота над уровнем моря 120 м. В 1 км к западу от села протекает река Москва. В селе две улицы — Речная и Трудовая. Ближайший населённый пункт — деревня Рыбаки.

## История
В 1862 году село насчитывало 52 двора и 1 православную церковь (Московская губерния. Бронницкий уезд. Велинская волость)
В 1926 году село являлось центром Малаховского сельсовета Велинской волости Бронницкого уезда Московской губернии.
С 1929 года — населённый пункт в составе Раменского района Московского округа Московской области.
До муниципальной реформы 2006 года село входило в состав Заболотьевского сельского округа Раменского района.

## Население
| 1926 | 2002 | 2010 |
| ---- | ---- | ---- |
| 350  | ↘112 | ↘99  |

В 1826 году исходя из информации из списка населенных мест Российской империи Московской Губернии в селе проживало 466 человек (223 мужчины, 243 женщины).
В 1926 году в селе проживало 350 человек (155 мужчин, 195 женщин), насчитывалось 72 хозяйства, из которых 71 было крестьянское. По переписи 2002 года — 112 человек (45 мужчин, 67 женщин).

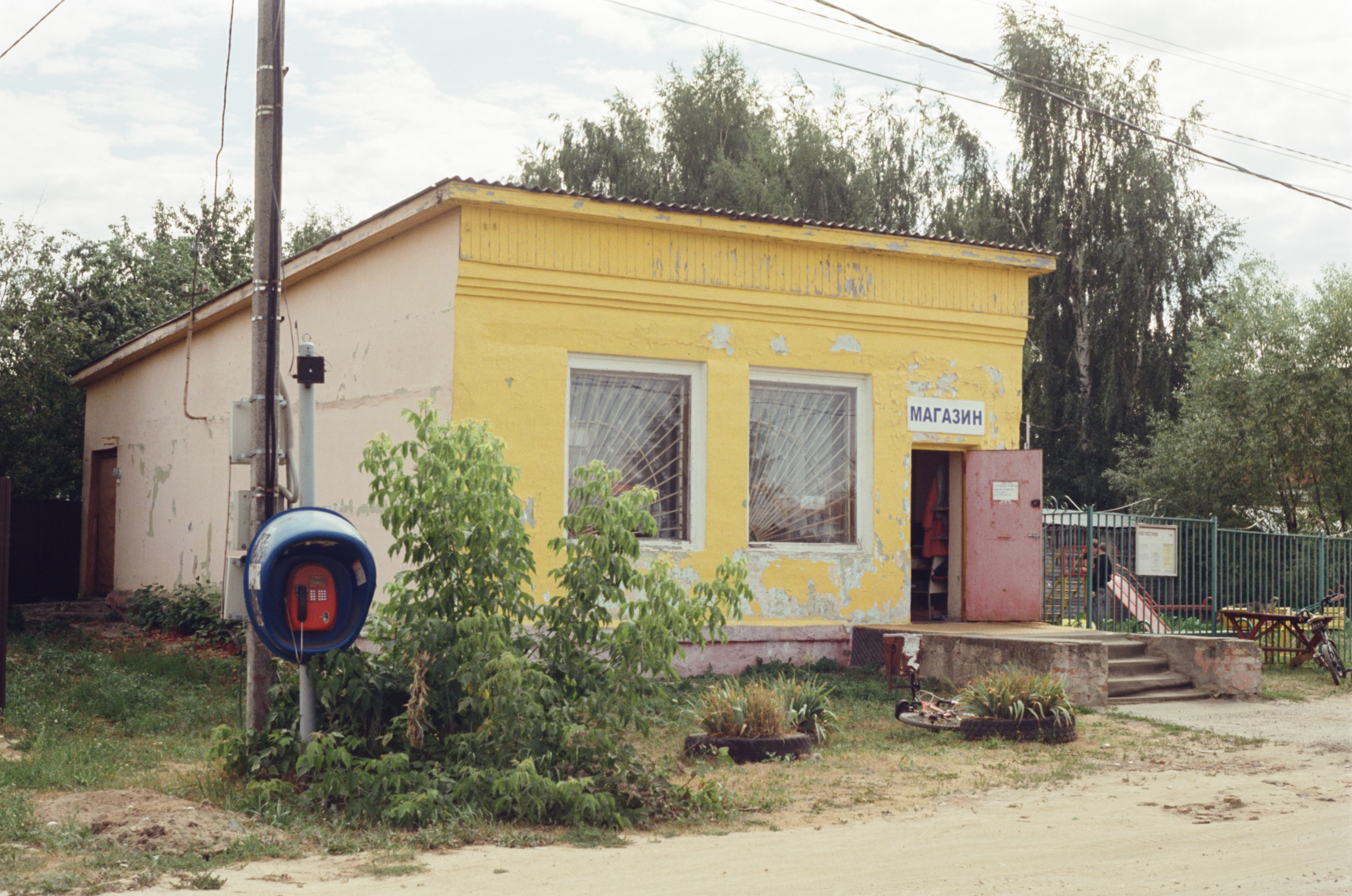
Магазин в селе Малахово

По переписи 2010 года — 99 человек (43 мужчины, 56 женщин).

## Уроженцы
- Беклемишев, Николай Дмитриевич